# Constantijn de Grote

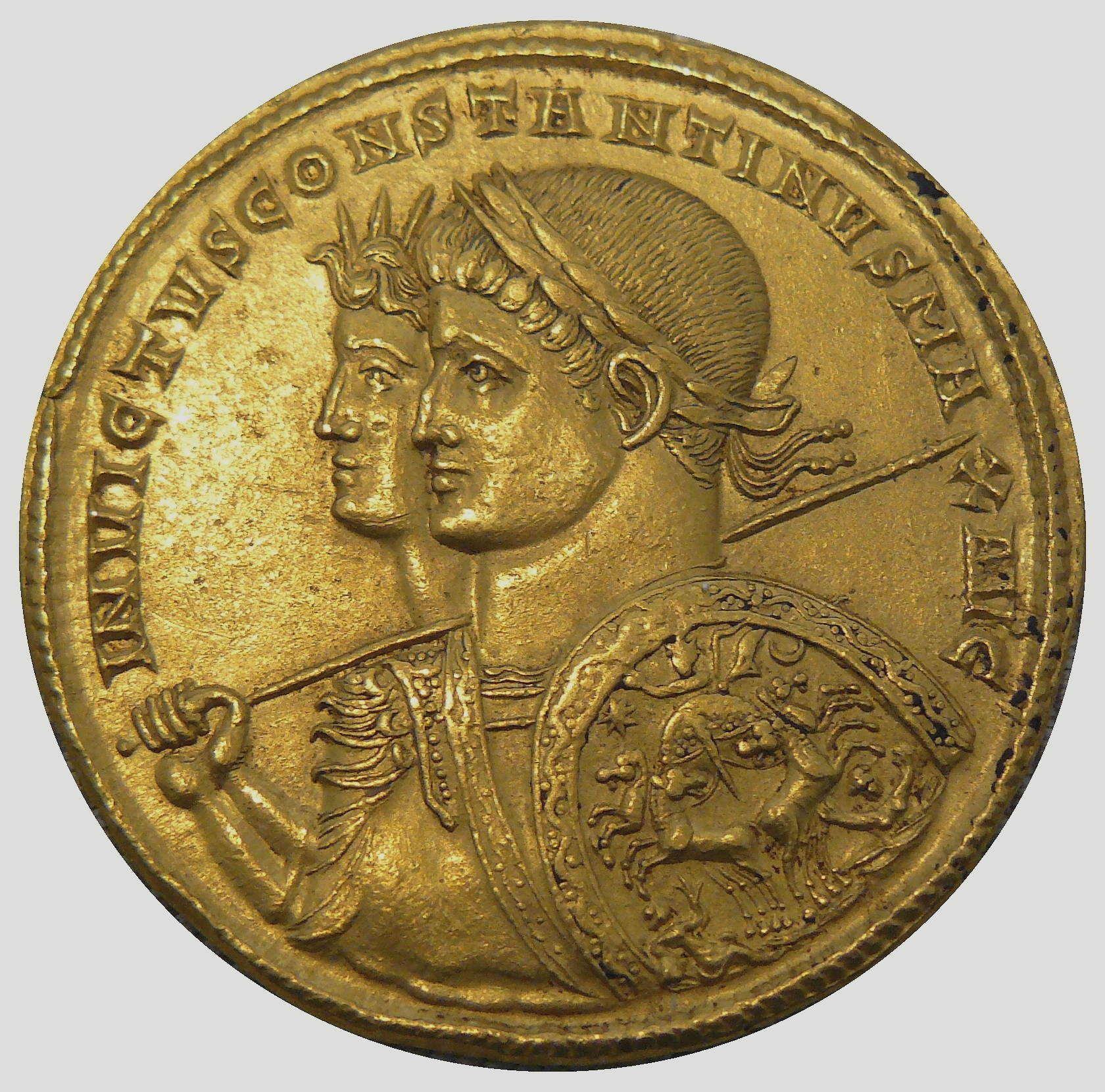
Gouden munt met rechts Constantijn en links Sol Invictus (313)

Flavius Valerius Aurelius Constantinus (Naissus, 27 februari ca. 273 of 280 – Ancyrona, 22 mei 337), beter bekend als Constantijn (I) de Grote, was een Romeinse keizer. In juli 306 werd hij door zijn troepen uitgeroepen tot imperator en Augustus en vanaf 308 werd hij als zodanig erkend. Door allianties, militaire overwinningen en meevallers ging hij over een steeds groter deel van het Romeinse Rijk regeren, tot hij vanaf 324 alleenheerser werd.
Constantijn is vooral bekend als de eerste Romeinse keizer die het christendom zou hebben aangehangen en die de grondslag legde voor de christelijke fase van het Romeinse Rijk, dat zich verder zou ontwikkelen tot het Byzantijnse Rijk. Door het legendarische 'visioen van Constantijn' in 312, vlak voor de Slag bij de Milvische Brug, zou Constantijn tot het christendom zijn bekeerd. Het mede aan hem toegeschreven edict van Milaan (313) beloofde christenen dat ze hun religie vrij mochten belijden en dat zij herstelbetalingen zouden ontvangen voor geleden schade door christenvervolgingen. Constantijn organiseerde kerkvergaderingen: het Concilie van Arles (314) en Concilie van Nicea (325) en raakte betrokken bij religieuze discussies, waar hij niet voor was opgeleid.
In de moderne tijd wordt Constantijn bij zijn besluiten inzake het christendom een politieke agenda toegedicht, al is onzeker in welke mate dit van invloed was. Men spreekt van de "Konstantinische Wende": de omslag van een groep verschillende, kleine, vervolgde, pacifistische in het Romeinse Rijk verspreide christelijke kerkjes naar een geïnstitutionaliseerde rijkskerk onder centraal gezag. Eén rijk, één keizer, één godsdienst.
Een andere grote daad was de verplaatsing van de keizerlijke residentie naar Byzantion, dat hij zelf Nova Roma noemde, maar later naar hem Constantinopel (Κωνσταντινούπολις Kōnstantinoúpolis, "Stad van Constantijn") werd genoemd. Constantinopel was strategisch gelegen aan een kruispunt van zowel land- als zeeroutes, en dichter bij het economische zwaartepunt van het rijk. In 359 zou het officieel de hoofdstad van het Romeinse Rijk worden.

## Levensloop

### Jeugd en opleiding

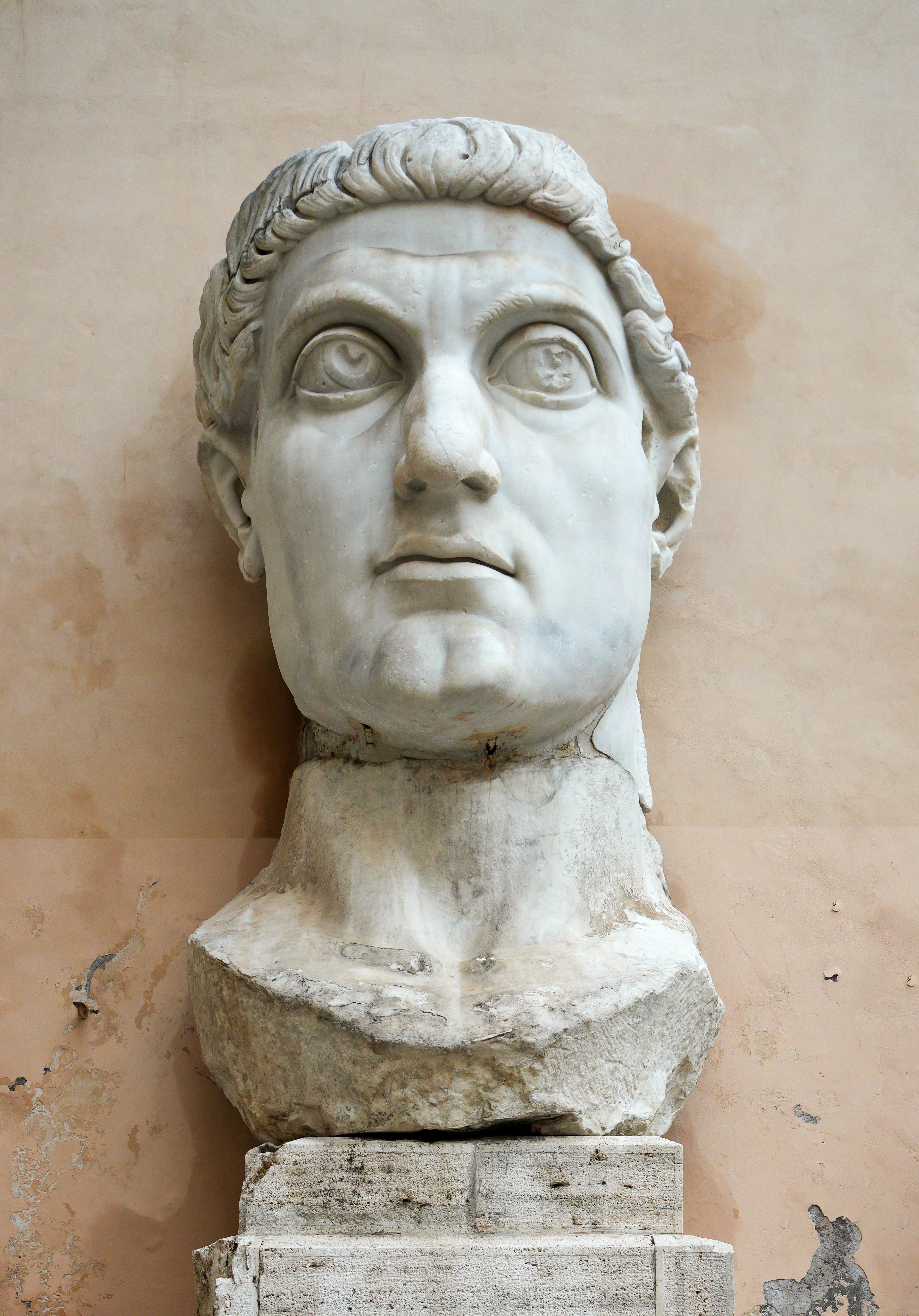
Kop standbeeld Constantijn, Musei Capitolini, Rome

Constantijn werd op 27 februari van een onbekend jaar omstreeks 273 of 280 geboren te Naissus in de provincia Moesia. Hij was de zoon van de Romeinse officier Constantius I Chlorus en Helena. Deze laatste was waarschijnlijk van zeer bescheiden afkomst, want onder andere Ambrosius vermeldt dat ze in een herberg werkte. Waarschijnlijk was de relatie tussen de jonge officier en Helena een concubinatus. Hoelang de relatie tussen Constantius en Helena standhield, is onbekend. Toch zou zijn moeder een belangrijke rol hebben gespeeld in zijn opvoeding. Hij zou haar na zijn vaders dood de titel "Augusta" verlenen.
Constantijn had drie halfbroers en drie halfzussen uit het ten laatste in 289 gesloten huwelijk van zijn vader met Flavia Maximiana Theodora, een (stief)dochter van de West-Romeinse keizer Maximianus: Julius Constantius, Flavius Dalmatius, Flavius Hannibalianus, Constantia, Eutropia en Anastasia. Voor de rest is er maar weinig over zijn jeugd bekend. Zijn vader was waarschijnlijk onder de keizers Aurelianus en Probus officier geweest en trad pas onder Diocletianus op het politieke toneel. Alle bronnen bevestigen Constantijns grote gestalte en lichaamskracht. Met dezelfde grote gebogen neus leek hij op zijn vader.
De jonge Constantijn ontving een uitstekende opleiding. Hij leerde vloeiend Grieks spreken en zijn fascinatie werd gewekt voor de filosofie. Hij ontving een scholing in de kunst van de openbare welsprekendheid en beheersing van de kardinale deugden zoals de gerechtigheid, sterkte, matigheid en voorzichtigheid. Deze laatste eigenschappen kwamen hem later van pas bij het nemen van politieke beslissingen. Volgens de anonieme bron Origo Constantini Imperatoris ("De herkomst van keizer Constantijn") was hij evenwel in de letteren onderontwikkeld. Bisschop Eusebius van Caesarea prees hem later om zijn retorische vorming, zijn zelfdiscipline en aangeboren verstand. Bij de ambtswisseling in 305 van keizer Diocletianus kwam Constantijn als caesar en zoon van Constantius in aanmerking. Daarbij leek Constantijn zeker het keizerschap waardig. Hij was ingetogen, knap van uiterlijk, een goed militair en van onbesproken gedrag, geliefd bij de soldaten en de hoop van de burgers.

### Vader ConstantiusCaesarenAugustus(293-306)
Nadat Constantius in 293 als Caesar was opgenomen, onder augustus van het westen Maximianus, in Diocletianus' tetrarchie, woonde Constantijn aanvankelijk aan het hof van Augustus Diocletianus in Nicomedia. Later begeleidde hij Galerius als stafofficier in de campagnes tegen de Perzen. Galerius sloot een voordelig vredesverdrag met de Perzen. In 301 reisde Constantijn met Diocletianus mee naar Egypte. In het voorjaar van 302 gelastte Diocletianus in Alexandrië, dat manicheeërs levend moesten worden verbrand. In februari 303 werd onverwacht besloten christenen te vervolgen.
In 305 deden beide Augusti, Diocletianus en Maximianus, troonsafstand en Constantius volgde Maximianus op als Augustus in het westen. Hoewel er in de families van de toenmalige keizers twee zonen waren die de juiste leeftijd hadden (Constantijn en Maxentius, zoon van Maximianus), werden beiden uitgesloten bij de machtsoverdracht. Het waren Severus II en Maximinus Daia die tot Caesares werden gepromoveerd.
In 305 nam Constantijn deel aan Galerius' oorlog tegen de Sarmaten aan de Beneden-Donau. Hij onderscheidde zich in een ruitergevecht en leidde een aanval door een moeras.

#### ConstantijnCaesarvan Britannia en Gallia
Daarop verliet Constantijn Nicomedia om zich bij zijn vader te voegen in Gallia. Tijdens een veldtocht tegen de Picten van Caledonia werd Constantius echter ziek en hij stierf op 25 juli 306 in Eboracum (York). Generaal Chrocus, van Alamaanse oorsprong, en de troepen, die loyaal waren aan Constantius' nagedachtenis riepen Constantijn onmiddellijk uit tot Augustus.
Gallia en Britannia accepteerden de heerschappij van Constantijn, Hispania wees die af.
Hoewel Constantius binnen het opvolgingssysteem van de tetrarchie uit 305 als Augustus een nieuwe Caesar kon aanduiden, was Constantijns claim (of die van zijn troepen) op de titel Augustus hiermee in strijd. Want Constantius' caesar Severus diende hem als augustus op te volgen. Daarom vroeg Constantijn aan Galerius, de Augustus van het oosten, om te worden erkend als opvolger van zijn vader. Galerius stond hem niet de titel augustus, maar wel die van caesar toe, waarmee hij Constantijns heerschappij over het grondgebied van zijn vader erkende, en promoveerde Severus tot Augustus van het westen.

### Caesarin het westen (306-312)
Constantijns leven kende veel slachtoffers in eigen familie: Constantijn was verantwoordelijk voor zowel de dood van zijn schoonvader oud-augustus Maximianus, als diens zoon Maxentius. Terwijl Constantijn alles aan Maximianus te danken had. Maximianus promoveerde immers Constantijns vader van pretoriaanse prefect tot caesar en augustus. Maximianus was via zijn dochters Theodora en Fausta zowel de schoonvader van zijn vader Constantius als van Constantijn zelf. Constantius had Constantijns moeder verlaten om met Maximianus' dochter te kunnen trouwen. Constantijn was onder meer ook verantwoordelijk voor de dood van zijn zoon Crispus, echtgenote Fausta en zwager augustus Licinius. Ook na Constantijns overlijden werden er verschillende familieleden vermoord om ruim baan te maken voor zijn drie zonen.

#### Versterking Gallia

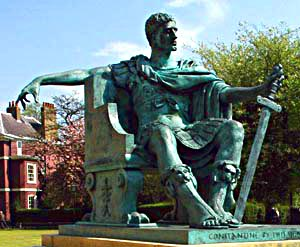
Bronzen (modern) standbeeld van Constantijn I in York, Engeland, nabij de plaats waar hij werd uitgeroepen tot Augustus in 306

Voortaan was Constantijn als Caesar verantwoordelijk voor Britannia en Gallia. Hierdoor had hij het bevel over een van de grootste Romeinse legers, dat gelegerd was aan de belangrijke Rijngrens. Hoewel Gallia een van de rijkere regio's van het rijk was, had het erg te lijden gehad onder de crisis van de derde eeuw. Vele gebieden waren ontvolkt en steden waren tot ruïnes vervallen. Tijdens zijn verblijf in Gallia, van 306 tot 316, zette Constantijn zijn vaders politiek voort om de Rijngrens te versterken en de Gallische provinciae opnieuw tot bloei te brengen. Zijn voornaamste residentie was rond die tijd Augusta Treverorum (Trier). In Trier werd, vermoedelijk in de door hem gebouwde basiliek, de lofrede van 310 (opgenomen in de verzameling Panegyrici Latini) uitgesproken, die de oudste bron is over 'Constantijns visioen'.
Onmiddellijk na zijn demotie tot Caesar, gaf Constantijn zijn vaders veldtocht in Britannia op en keerde hij terug naar Gallia om een opstand van de Franken te onderdrukken. Constantijn nam de Frankische krijgsheren Ascaric en Merogaisus gevangen en liet hen in 307 in het circus in Trier ter dood brengen, ter gelegenheid van zijn ontmoeting met de uit pensioen teruggekeerde augustus Maximianus. De executie van de Frankische leiders was ongebruikelijk, meestal werden de leiders van verslagen volken door de Romeinen gespaard en als 'vazalvorsten' ingezet. Een andere expeditie tegen de Franken volgde in 308. Na zijn overwinning begon hij met de bouw van een brug over de Rijn in Colonia Claudia Ara Agrippinensium (Keulen) om een permanente vestiging te stichten aan de rechteroever van de rivier. Een nieuwe campagne in 310 moest worden afgeblazen vanwege Maximianus' opstand (zie onder). De laatste van Constantijns oorlogen aan de Rijngrens was die van 313, na zijn terugkeer uit Italia. Deze eindigde opnieuw in een overwinning voor Constantijn.
Constantijns hoofddoel was stabiliteit, wat hij trachtte te bereiken door onmiddellijke, vaak wrede, strafexpedities tegen opstandige stammen. Zo toonde hij zijn militaire macht door de vijanden aan hun kant van de Rijngrens te verslaan en vele gevangenen af te slachten bij de spelen in de arena. Deze strategie bleek haar vruchten af te werpen. De Rijngrens bleef relatief rustig gedurende de rest van zijn regering.

#### De legende van Constantijns visioen

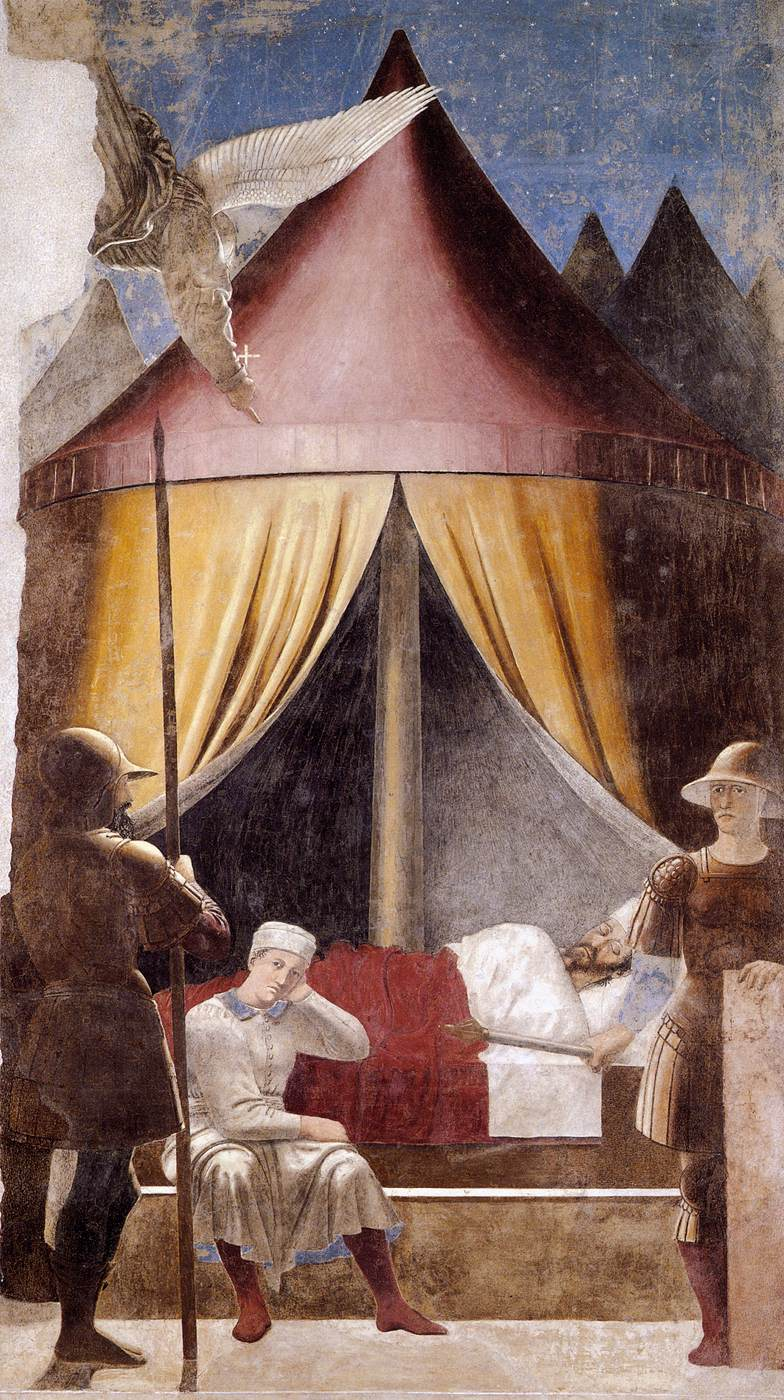
Constantijns visioen, Piero della Francesca, fresco, 1452-1466, San Francesco, Arezzo

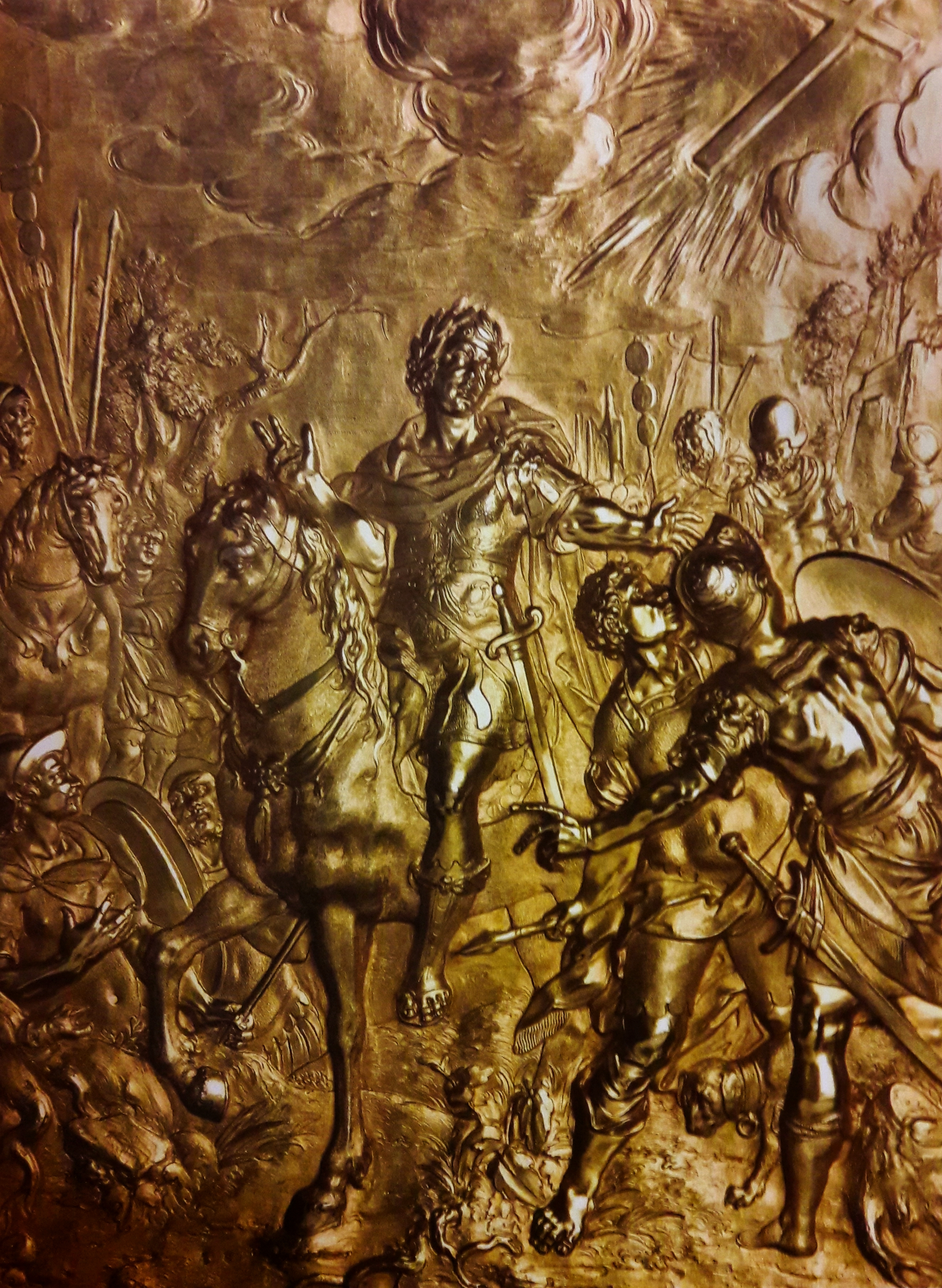
Keizer Constantijn, Tobias Kramer, plaquette van verguld zilver, 1615-1620, Jasna Góra klooster, Częstochowa, Polen

Volgens Eusebius, de bisschop van Caesarea in Palestina, die een lofrede (335) schreef voor Constantijns tricennalia (dertigjarig bewind) en die lofrede als basis gebruikte voor diens biografie Leven van Constantijn (339), had Constantijn, voorafgaand aan de Slag bij de Milvische Brug (312), 'Rond twaalf uur 's middags, even over de helft van de dag' een visioen: 'boven de zon een zegeteken van licht. Het had de vorm van een kruis met daaronder de woorden: 'Overwin hierdoor". In zijn Kerkgeschiedenis (315) maakte Eusebius, bij zijn beschrijving van dezelfde veldslag, echter nog geen melding van Constantijns christelijke visioen. Constantijn zou, volgens Eusebius' biografie hebben geconcludeerd, dat hij de god van de christenen aan zijn zijde had. Na de slag zouden Constantijn en zijn bondgenoot Licinius tijdens hun ontmoeting in Milaan de christenvervolgingen hebben beëindigd.
Maar in de oudste beschrijving van dit visioen, een lofrede uit 310 (Panegyricus VI) tijdens zijn quinquennalia (vijfdejaarsfeest), spreekt de lofredenaar uit Autun over heidense goden. Na de overwinning op Maximianus, ging Constantijn de onsterfelijke goden brengen, wat hij hen had beloofd 'en wel precies op de plaats waar U was afgebogen naar de mooiste tempel op aarde, of nee: naar de reëel aanwezige Godheid, zoals U hebt gezien. Want ja, U hebt gezien, geloof ik, hooggeachte Constantijn, hoe uw Apollo onder begeleiding van Victoria U lauwerkransen presenteerde, stuk voor stuk goed als voorteken voor dertig jaren. ... Maar wat zeg ik "geloof ik"? U hebt gezien, U hebt uzelf herkend in de gedaante van hem aan wie volgens de goddelijke gezangen der dichters het koningschap over de hele wereld toekomt.' Het visioen in de lofrede werd politiek gebruikt om afstand te nemen van de beschermgoden Hercules (van Maximianus) en Jupiter (van Diocletianus). Constantijn kondigde zo aan zijn publiek in Trier aan, te gaan breken met de tetrarchie en hij toonde zijn ambitie om alleenheerser te worden. Hij moest alleen nog al zijn medekeizers, die hij als concurrenten zag, uitschakelen.
In het jaar 312 werden de christenen helemaal niet vervolgd, de vervolgingen waren al voorbij. Galerius had met een officieel edict op 30 april 311 een einde aan de christenvervolgingen gemaakt. En Constantijn had in 312 ook geen visioen. Wat hij wel had meegemaakt, gebeurde in 310 en had weinig met het christendom te maken. Door zijn biograaf Eusebius te vertellen wat die moest schrijven, vormde Constantijn zijn eigen legende. Het verhaal dat Constantijn de uitverkorene was van een hogere macht was populair. Al tijdens zijn leven bestonden er verschillende versies van het visioen: met of zonder letters, 's nachts of overdag, met of zonder hemelse legerscharen en er bestaan verschillende data voor. De Redenaar van 321 sprak van hemelse legers, die lijken op de heidense mythe van Castor en Pollux, die bij menige veldslag aanwezig zouden zijn geweest. Volgens kerkhistorici Filostorgios en Sozomenus werd Constantijn door God geleid bij de stichting van Constantinopel en ook Zonaras spreekt van een lichtschijnsel op de palissade rond Constantijns kamp voor Byzantium (324).
Mogelijk zag hij eenvoudig een 'halo' om de zon met 'bijzonnen' in de vorm van een kruis. Volgens Lactantius' omslachtige omschrijving in De dood van de vervolgers (313) liet Constantijn bij de Slag bij de Milvische Brug in 312 een 'gekantelde X met omgebogen bovenkant' op de schilden aanbrengen, dat geen beschrijving is van een christogram en in de kunst van Constantijns tijd vrijwel geheel ontbreekt. Beide symbolen waren voor 312 niet als christelijke symbolen gebruikelijk. Lactantius geeft geen bewijs voor Constantijns vermeende bekering tot het christendom in 312. Lactantius schiep zorgvuldig parallellen tussen de strijd van Constantijn tegen Maxentius (312) en Licinius tegen Daia (313). Zo zouden zowel Constantijns als Licinius' leger in de minderheid zijn geweest, vroegen de verliezers om hulp van de heidense goden, kregen de winnaars de hulp van God na een droom (Licinius kreeg van een engel te horen hoe zijn soldaten moesten bidden) en vluchtten de verliezers. Er is hier volgens oudheidkundigen sprake van 'topiek': een standaardscène in een verslag. Ook Agamemnon kreeg in de Ilias een door de goden gezonden droom. Als er twee voor een veldslag zijn, neemt een hedendaags onderzoeker dergelijke dromen niet letterlijk. De dubbele droom is zeker topiek.
Na met zijn schoonvader Maximianus in Marseille te hebben afgerekend, keerde Constantijn in 310 terug naar Trier, met een omweg langs het Apolloheiligdom in Andesina (Grand). In Grand was een tempel voor Grannus, een oud-Gallische god van de genezende bronnen en een lichtgod, die door de Romeinen aan hun Apollo (Apollo Grannus) was gelijkgesteld (syncretisme). Er was in Grand een religieus centrum van belang, bewijzen een groot amfitheater en een basiliek met een 'fenomenaal mozaïek'. Op de plek waar nu een kerk staat, was vroeger een heilig meer. Van het eigenlijke heiligdom is niets opgegraven. Er zijn wel veel munten gevonden, die uit de jaren 308 en 309 zijn goed vertegenwoordigd, wat kan samenhangen met Constantijns bezoek aan de plek. In de lofrede van 310 wordt van de mooiste tempel op aarde gesproken, die Constantijn bezocht had. Op de munten, die Constantijn tijdens zijn quinquennalia aan zijn soldaten uitdeelde, stond de naakte zonnegod met een stralenkrans rond zijn hoofd en een wereldbol in de hand.

#### IntrigesCaesares, Augusti, usurpators en eenex-Augustus
In de interne conflicten van de tetrarchie probeerde Constantijn zo veel mogelijk neutraal te blijven. Constantijn aanvaardde dat hij caesar was onder Severus, augustus van het westen en Daia caesar onder Galerius, augustus van het oosten. Constantijn werd caesar, omdat hij de zoon was van de overleden augustus Constantius. Maar Maxentius, die de zoon was van een afgetreden augustus, Maximianus, had een soortgelijke claim. Maxentius riep zichzelf 28 oktober 306 uit tot keizer, waarop augustus Severus deze rebel wilde bestrijden. Severus' leger muitte en hij trok zich terug in Ravenna. Daar moest hij zich overgeven aan Maximianus, die opkwam voor zijn zoon Maxentius en augustus Severus huisarrest gaf in een villa bij Rome. Zo waren er in de lente van 307 eigenlijk zes keizers. Door Severus' gevangenschap, presenteerde Constantijn zich niet langer als diens caesar, maar als caesar, de zoon van de vergoddelijkte Constantius. In de late zomer van 307 kwam nu de andere augustus, Galerius, naar Maxentius in Rome, maar de stad was door de muren, die Aurelianus dertig jaar eerder oprichtte, onneembaar en Galerius verliet Italië weer.
In 307 zocht ex-Augustus Maximianus (die onlangs was teruggekeerd op het politieke toneel na zijn (gedwongen) troonsafstand in 305) Constantijn op, om zijn steun te krijgen in de oorlog van zijn zoon Maxentius tegen Severus II en Galerius. Daarop liet Constantijn zich van zijn eerste vrouw Minervina scheiden, de moeder van zijn zoon Crispus (305–326), om met Maximianus' dochter Fausta te huwen en zo hun bondgenootschap te bezegelen. Bovendien werd hij door Maximianus gepromoveerd tot Augustus, hoewel deze daarvoor niet de bevoegdheid had. Op zijn beurt erkende Constantijn zijn schoonvader Maximianus als augustus. Constantijn had alles aan Maximianus te danken: Maximianus had eerst zijn vader Constantius van pretoriaanse prefect, tot caesar en augustus verheven en in 307 Constantijn zelf als augustus erkend. Toch mengde Constantijn zich liever niet in het conflict van Maxentius met de andere twee tetrarchen. Constantijns vader was destijds met Theodora hertrouwd, een andere dochter van Maximianus, voor wie Constantius Constantijns moeder Helena verlaten had.
Toen zowel Mazimianus als Galerius uit Italië vertrokken waren, liet Maxentius de gevangen augustus Severus ombrengen.
Maximianus keerde in 308 terug naar Gallia, nadat hij er niet in was geslaagd zijn zoon te onttronen. Constantijn viel het land van de Bructeren binnen. De Bructeren was een van de stammen die waren opgegaan in de Frankische federatie. Later dat jaar vond de keizersconferentie van Carnuntum bij Wenen plaats, gehouden onder Diocletianus, Galerius en Maximianus. Maximianus – die opnieuw naar het purper had gegrepen – werd wederom gedwongen troonsafstand te doen en Constantijn moest zich opnieuw tevreden stellen met de titel Caesar. Licinius nam de plaats van Severus als augustus van het westen in. In 310 kwam oud-augustus Maximianus in opstand en raakte betrokken in een samenzwering tegen zijn schoonzoon, toen Constantijn terugkwam van een campagne tegen de Franken.
Toen Constantijn hier echter lucht van kreeg, sloeg hij de opstand in korte tijd neer. Maximianus, die naar Massilia (Marseille) was gevlucht, werd uitgeleverd door zijn eigen troepen en gedood of door zijn schoonzoon gedwongen zelfmoord te plegen. Zowel Constantijn als Maximinus Daia waren niet tevreden met hun herwonnen positie van Caesar en evenmin met de aanstelling van Licinius tot Augustus als opvolger van de gestorven Severus II. Zij daagden hem uit door zichzelf Augustus te noemen, wat hen door Galerius in 310 was toegestaan, waardoor er dus officieel vier Augusti waren. Met Galerius' dood in 311 stierf de laatste tetrarch met genoeg autoriteit en motivatie om de tetrarchie voort te zetten, waardoor het systeem al snel begon in te storten. In de strijd om de macht die daarop volgde, verbond Constantijn zich met Licinius, terwijl Maximinus Daia Maxentius benaderde, die toen nog steeds officieel werd beschouwd als een usurpator die Severus had verslagen en gedood. Daia had problemen aan de grens met Armenië en kon zijn bondgenoot Maxentius geen hulp bieden, toen in het voorjaar van 312 Constantijn de Alpen overstak. Een andere – minder succesvolle usurpator – was Domitius Alexander (308–309) in Africa.
| |                     | westen      | westen              | oosten         | oosten   |
| Periode                                                                                              | Periode             | Augustus    | Caesar              | Augustus       | Caesar   |
| --- | ------------------- | ----------- | ------------------- | -------------- | -------- |
| |                     |             |                     |                |          |
| 293-305                                                                                              |                     | Maximianus  | Constantius Chlorus | Diocletianus   | Galerius |
| 305-306                                                                                              | Constantius Chlorus | Severus     | Galerius            | Maximinus Daia |          |
| 306-307                                                                                              | Severus             | Constantijn | Galerius            | Maximinus Daia |          |
| 307/308-310                                                                                          | Licinius            | Constantijn | Galerius            | Maximinus Daia |          |
| 310*-311                                                                                             | Licinius            | Constantijn | **                  | Maximinus Daia |          |
| 311-313                                                                                              | Licinius            | Constantijn |                     | Maximinus Daia |          |
| 313-324                                                                                              | Constantijn         | Constantijn | Licinius            | Licinius       |          |
| 324-337                                                                                              | Constantijn         | Constantijn | Constantijn         | Constantijn    |          |
| * Vanaf nu zijn er vier Augusti. ** Galerius' gebied werd verdeeld onder Licinius en Maximinus Daia. |                     |             |                     |                |          |

### Overwinning op Maxentius, heerschappij Italia (312)
Nadat hij Hispania aan zijn machtsgebied had toegevoegd, stak Constantijn in 312 met zijn leger de Alpen over en viel Maxentius aan, die de macht in Italia had gegrepen. Maxentius’ troepen zouden talrijker zijn geweest dan die van Constantijn; volgens een onbekend panegyricus beschikte Maxentius over een veronderstelde 100.000 man, waarvan zich een deel in het noorden van Italia in de regio van Turijn, Verona en Segusio had verzameld. Volgens diezelfde Panegyricus kon Constantijn vanwege de constant bedreigde Rijngrens slechts een vierde van zijn gehele legermacht meenemen, wat neerkwam op ongeveer 40.000 man. Dit leger bestond uit eenheden die in Britannia, Gallia en Germania waren gelegerd en die hierdoor meer ervaren waren in de strijd dan de eenheden uit Italia. Vermoedelijk waren, naast de Tungricani (van Tongeren) en Divitenses (van het fort Divitia), twee door Constantijn gevormde legereenheden van de partij: de Sagittarii Tungri en de Sagittarii Nervi, de Tungrische en Nervische boogschutters. Constantijn rukte snel op en daardoor ontbrak het Maxentius aan tijd om zijn leger te versterken. Constantijn wist Maxentius' troepen dan ook snel te verslaan in veldslagen bij Turijn, bij Brescia en bij Verona. In deze laatste slag viel ook de praefectus praetorio van Maxentius, Ruricius Pompeianus.
Ook Lactantius schreef over de slag in zijn De dood van de vervolgers, maar hij is meer in Gods rechtvaardige straffen geïnteresseerd dan in historische feiten. Hij geeft een verkeerd beeld van de sterkte van Maxentius' leger, Maxentius riep slechts kleine contingenten op en had geen militaire overmacht. Vermoedelijk verzon Lactantius ook, dat Maxentius de Sibyllijnse boeken zou hebben geraadpleegd.

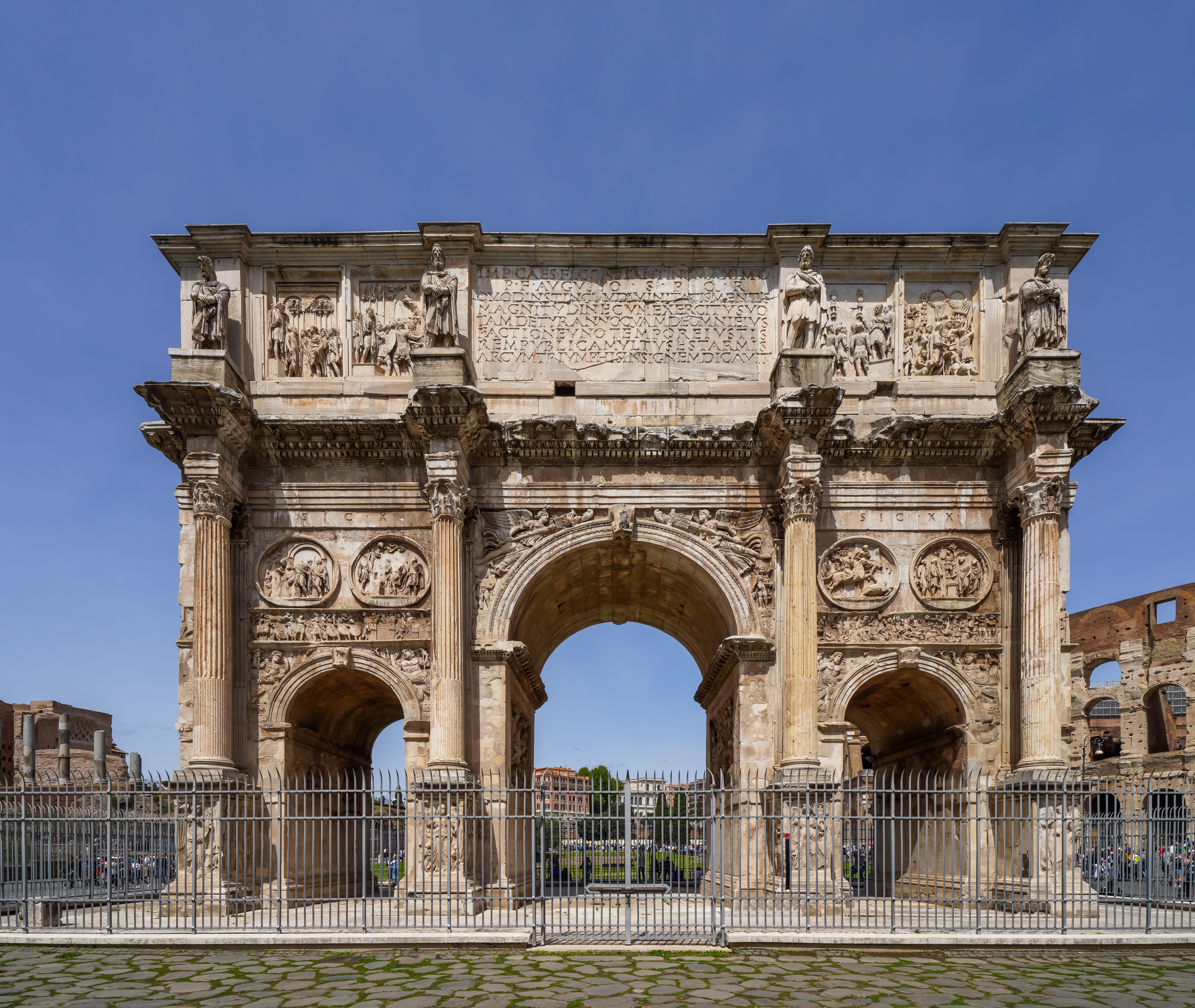
De triomfboog van Constantijn in Rome, opgericht na zijn overwinning op Maxentius, verrezen bij zijn decennalia, de viering van zijn tienjarig bewind op 25 juli 315

Constantijn trok nu op naar Rome. Maxentius verdronk op 28 oktober 312 in de Slag bij de Milvische Brug, wat Constantijn tot de onbetwiste Augustus in het westen maakte. Het hoofd van Maxentius werd op een speer gestoken, door Rome rondgedragen.
Constantijn voltooide de basiliek waar Maxentius in Rome aan begonnen was en plaatste er een kolossaal beeld van hemzelf in.
In de jaren die volgden zou hij zijn militaire overmacht op zijn rivalen in de uiteenvallende tetrarchie consolideren. Hij rekende ook voorgoed af met de pretoriaanse garde, die zijn voorganger Maxentius had gesteund en waarvan de leiders vaak een bedreiging vormden voor de keizer.

#### Dank aan christelijke God én Romeinse goden

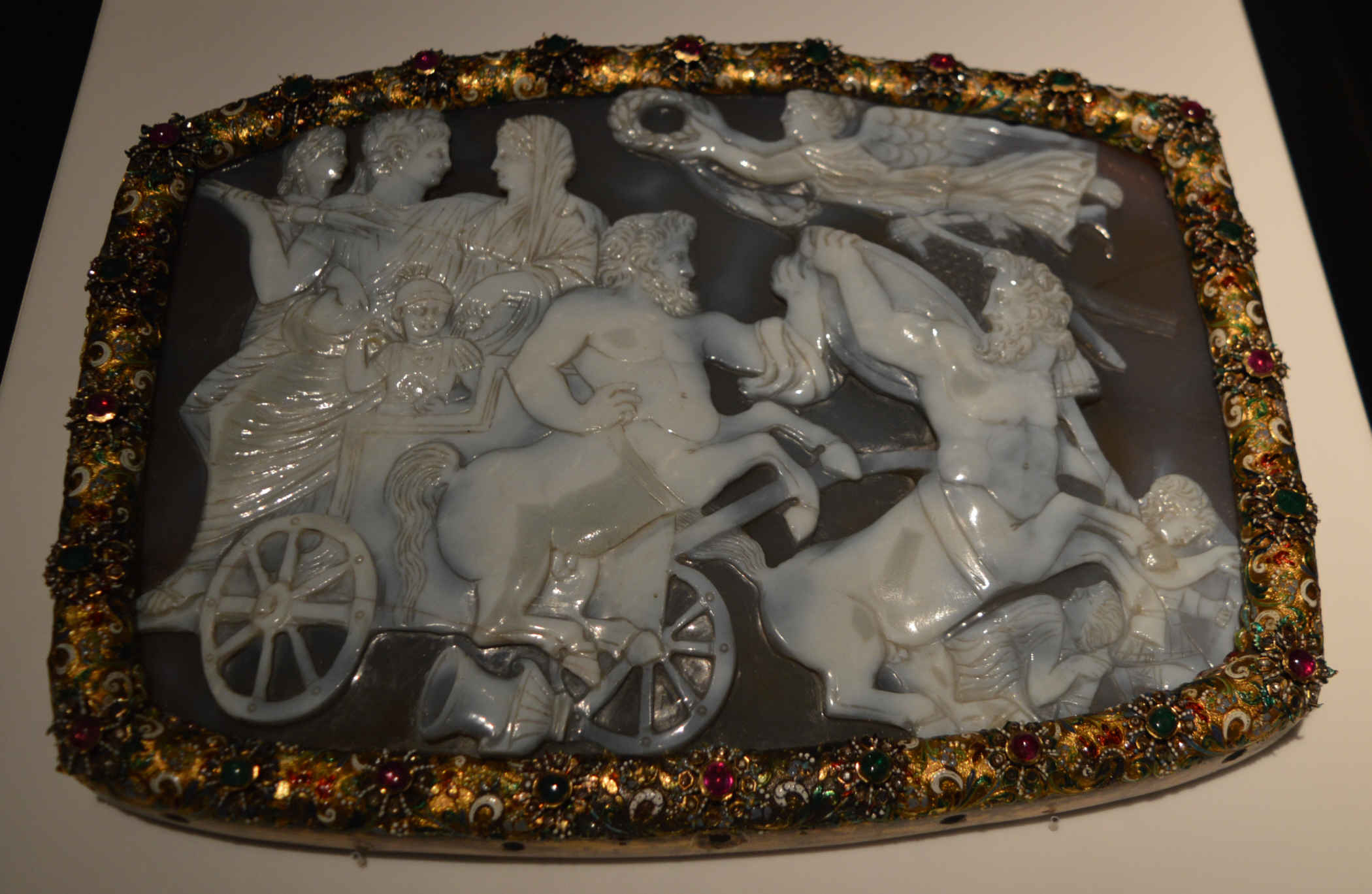
De Leidse Constantijncamee, met Constantijn als Jupiter met bliksemschicht, zijn moeder Helena links, zijn vrouw Fausta rechts, naast hem zijn zoontje Crispus uit zijn huwelijk met Minervina. De gevleugelde overwinningsgodin Victoria schenkt hem zijn lauwerkrans. Zijn zegekar wordt door centauren getrokken, Museum van Oudheden, Leiden, ca. 315

Tijdens de strijd om de Milvische Brug liet Constantijn zijn soldaten een symbool aanbrengen op hun schilden, waarvan christenen geloven dat dit het labarum-symbool was. De verslagen van Eusebius – die zich waarschijnlijk op uitlatingen van Constantijn baseert die deze jaren later heeft gedaan – en Lactantius spreken elkaar deels tegen, maar zeggen eensgezind dat Constantijn zijn overwinning toeschreef aan de god van de christenen. Het labarum en het ermee geassocieerde motto "in hoc signo vinces" (in dit teken zal je overwinnen) zou volgens de overlevering aan Constantijn zijn verschenen in een visioen toen hij in Saxa Rubra was, wat zou hebben geleid tot zijn uiteindelijke bekering tot het christendom.
Onder historici is er echter discussie of dit teken een zuiver christelijke, een heidense (verwijzend naar de zonnegod) of een astronomische betekenis had. Constantijns familie was afkomstig uit Illyricum, waar al sinds de vijfde eeuw v. Chr. het symbool voor de 'cultus van de zon' een vier-, zes-, acht- of zestienpuntige ster was. Een variant hierop was een zespuntige ster met een verlengde 'schacht', waaraan een maansikkel was vastgemaakt, wat identiek is aan het 'Christogram'. Mogelijk plaatste Constantijn, met het aanbrengen van dit symbool op de schilden, zijn leger onder de bescherming van de door hem vereerde zonnegod. Het symbool was vóór 312 niet onder christenen gebruikelijk. Na zijn overwinning bij de Milvische Brug bracht Constantijn offers aan de Romeinse goden. Op een in 313 geslagen gouden munt (zie de 'medaillon' beneden) staat Constantijn, vergezeld door de zonnegod Apollo. Op de Constantijncamee, die de triomf na de slag bij de Milvische Brug toont, is Constantijn als Jupiter, met bliksemschicht, afgebeeld en zijn zegekar wordt door centauren getrokken. Christelijke symboliek ontbreekt. De Leidse Constantijncamee behoorde tot de geschenken, die Constantijn uitdeelde bij de viering van zijn decennalia, het feest ter ere van zijn tienjarig bewind op 25 juli 315.
De meeste beeldhouwwerken op de triomfboog van Constantijn (315) zijn afkomstig van oudere monumenten: van Trajanus, Hadrianus en Marcus Aurelius, vertegenwoordigers van de bloeiperiode van het Romeinse Rijk. Zo liet Constantijn zien, dat hij na een tijd van verval die gouden eeuw wilde doen herleven. Hij verving wel de hoofden van de keizers door die van hemzelf en Licinius. De boog bevat niets dat duidt op een bekering, of het moet een voor de gelegenheid gemaakt beeldje van de zonnegod zijn, waarmee Constantijn op het Forum Romanum staat. Op het reliëf van de soldaten die streden bij de Milvische Brug, ontbreekt op de schilden elk spoor van christelijke symboliek. Wel wordt er in de centrale inscriptie verwezen naar instinctu divinatis, een goddelijke inspiratie. Om welke god het hier gaat is onduidelijk. De ambiguïteit van de inscriptie kan bewust zijn: Constantijn mocht geen kerken bouwen in het centrum en een expliciete verwijzing naar de christelijke god was ook hier waarschijnlijk niet op zijn plaats.  

### Edict van Milaan (313)
In 313 ontmoet Constantijn Licinius in Milaan om hun alliantie te verzekeren door het huwelijk van Licinius en Constantijns geliefde halfzus Constantia. Tijdens deze ontmoeting kwamen beide Augusti overeen om het zogenaamde edict van Milaan uit te vaardigen, hierdoor officieel de volledige godsdienstvrijheid in het Rijk uitroepen (in het bijzonder voor het christendom, dat echter pas onder Theodosius tot staatsgodsdienst zou worden verheven). De conferentie werd echter ingekort, toen Licinius bericht ontving dat zijn rivaal Maximinus Daia de Bosporus was overgestoken en Licinius' grondgebied was binnengevallen. Licinius vertrok en wist uiteindelijk Maximinus te verslaan, waardoor hij nu heerser werd over het hele oostelijk deel van het Romeinse Rijk.

### Verovering Illyricum op Licinius (314-316)
Het is onbekend waarom Constantijn in 316 tegenover Licinius kwam te staan. Volgens Zosimos had Constantijn in Licinius' domeinen zitten stoken.
De relatie tussen de twee overgebleven Augusti verslechterde echter snel en in 314 of 316 (de datering staat niet vast) stonden Constantijn en Licinius tegenover elkaar. De oorzaak voor hun strijd was een samenzwering tegen Constantijn, mogelijk op aanstichten van Constantijns halfzus Anastasia en haar echtgenoot Bassianus, wiens broer Senecio een officier van Licinius was. Nadat het complot was ontdekt, weigerde Licinius, volgens de Afstamming van Constantijn, echter Senecio uit te leveren. Dit moet Constantijn in zijn vermoeden hebben gesterkt, dat Licinius in meer of mindere mate was betrokken geweest in de samenzwering. Met zijn Gallisch-Germaanse troepen, ongeveer 20.000 man sterk, rukte Constantijn op en trok Illyricum binnen, waar Licinius hem met 35.000 man zou treffen in Sirmium bij Cibalae (het huidige Vinkovci). Licinius verloor de slag echter en moest in allerijl naar het zuidoosten van Thracia vluchten, waar hij nog troepen had gelegerd. In de buurt van Adrianopolis kwam het opnieuw tot een veldslag, die echter onbeslist bleef. Uiteindelijk kwamen Constantijn en Licinius tot een overeenkomst in Sofia, waarbij de laatste feitelijk de hele Balkan moest ontruimen, zodat Constantijn Illyricum kon toevoegen aan zijn machtsgebied.
In 317 kwam het opnieuw tot een conflict in de slag bij Campus Ardiensis. Deze slag resulteerde in een overeenkomst waarbij Constantijns zonen Crispus en Constantijn samen met Licinius' zoon Licinius II als Caesares werden aangesteld. Na deze burgeroorlog presenteerde Constantijn zich met het 'labarum'. Deze verschijnt rond 320 voor het eerst op munten.

### Overwinning op Licinius, Constantijn alleenheerser (320-324)
In 320 ging Licinius, volgens Eusebius, in tegen de godsdienstvrijheid die was vastgelegd in het edict van Milaan uit 313 door een nieuwe christenvervolging te beginnen. Dit was een provocatie van Constantijn in het westen, die uiteindelijk zou uitlopen op de grote burgeroorlog van 324.
Licinius regeerde in de gebieden met de meeste christenen: Klein-Azië, Syrië en Egypte. Mogelijk wilde Constantijn verdeeldheid zaaien door voor de christenen sympathie te tonen. Constantijn was een oorlog aan het voorbereiden en verplaatste zijn residentie naar het oosten. In Sirmium vaardigde hij het ingrijpende besluit van 323 uit: christenen konden niet gedwongen worden aan heidense rituelen deel te nemen. Religieuze opvattingen konden los staan van burgerschap.
Vanaf 321 dateerden beide rijksdelen niet meer gezamenlijk naar de gemeenschappelijke consuls, en in 322 resideerde Constantijn in Thessalonica, bijna aan de grens van hun beider machtsbereik, wat Licinius zeker moet hebben geprovoceerd. Constantijn bouwde er een vloot. In de lente van 324 viel Constantijn Thracië binnen.Licinius, geholpen door Gotische huurlingen, stond voor de traditionele Romeinse religie, terwijl Constantijn en zijn Franken optrokken onder de christelijke standaard van het labarum. Aan beide kanten zag men de strijd in religieuze termen. Hoewel ze in de minderheid leken te zijn, kwamen Constantijns troepen, ongeveer 170.000 man sterk, als overwinnaar uit de drie veldslagen in 324 bij Adrianopolis, bij de Hellespont na de belegering van Byzantium in juli, en bij Chrysopolis in september.
Na de definitieve nederlaag van Licinius in 324 (hij werd in 325 beschuldigd van samenzweren tegen Constantijn en geëxecuteerd), werd Constantijn alleenheerser over het Romeinse Rijk. Hij vierde zijn overwinning door het agnomen Victor (overwinnaar) aan te nemen en liet daarbij zijn vorige agnomen Invictus (onoverwinnelijke) vallen, dat een heidense connotatie had, daar hij deze naam moest delen met Sol Invictus. De tetrarchie had definitief afgedaan.

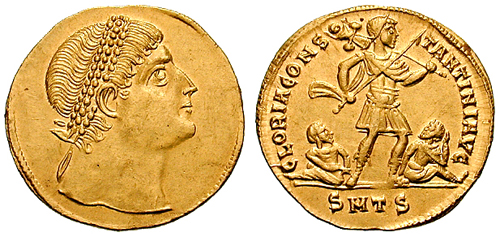
Een solidus van Constantijn, geslagen in Thessalonica (327)

### Constantijn alleenheerser (324-337)
Op 25 juli 325 begonnen in Nikomedia de festiviteiten rond de vicennalia, zijn twintigste regeringsjaar. De weken daaraan vooraf was Constantijn aanwezig geweest bij het Concilie van Nicea, die grootschaliger was dan de Synode van Arles (augustus 314). Alle 1800 bisschoppen uit het Romeinse Rijk en enkele buurstaten waren uitgenodigd en 300 kwamen er opdagen om mee te praten, onder meer over Arius, die in Alexandrië had beweerd dat Christus een schepsel was. Zijn tegenstander Athanasius van Alexandrië vond dat Christus volledig goddelijk was, anders kon hij niet de hele wereld redden. Er werd besloten dat Christus en God de Vader wezensgelijk waren. Arius werd veroordeeld en een geloofsbelijdenis vastgelegd.
Constantijn had het Concilie van Nicea georganiseerd, wellicht om overzicht te scheppen over de kerk, zoals hij die had over de traditionele staatscultus via de aloude priestercolleges. Maar wellicht wilde hij ook hiermee benadrukken wie de baas was. Hij betaalde, net als in Arles, de verblijfs- en reiskosten. Hij hield voorafgaand aan het concilie de Toespraak tot de vergadering der heiligen en in de Tweede brief aan de bewoners van de oostelijke provincies spoort hij iedereen aan zich te bekeren. Als die brief authentiek is (in 1950 werd op papyrus een kopie gevonden), was Constantijn in de laatste fase van zijn regering een (ongedoopte) 'niet-exlusieve' christen en moet het keerpunt midden in de jaren twintig hebben gelegen. Zosimus geeft een precieze datering: 326. Christus en Apollo waren gemakkelijk gelijk te stellen: beide waren zonen van een allerhoogste god en beiden waren een 'licht der wereld'. Christus enerzijds en zon, maan en planeten anderzijds hadden dezelfde middelaarspositie tussen het aardse en transcendente.
De vicennalia eindigden in Rome, waar Constantijn in die jaren de Sint-Pieter, Sint-Jan van Lateranen en Sint-Paulus buiten de Muren liet bouwen. Andere bouwprojecten waren het Heilig Graf in Jeruzalem en de Geboortekerk in Bethlehem.

#### Moord op zoon en echtgenote (326)
In 326 liet Constantijn zijn oudste zoon Crispus en kort daarop zijn vrouw Fausta, stiefmoeder van Crispus, doden. De aanleiding hiervoor is onduidelijk: de bronnen zijn onduidelijk en spreken elkaar deels tegen.
Volgens een overlevering in de bronnen zou Fausta Crispus ervan hebben beschuldigd een affaire met haar te hebben gehad, waarop Constantijn zijn zoon doodde. Toen hij later – mogelijkerwijs op aanwijzingen van zijn moeder Helena – vaststelde, dat de aanklacht vals was, doodde hij ook de intrigante zelf.
Er zijn echter ook andere verklaringen mogelijk, bijvoorbeeld dat Crispus misschien ontevreden was over zijn positie en (bewust of onbewust) in een intrige verwikkeld raakte, waarin mogelijk ook Fausta was betrokken.
Volgens Zosimus zocht Constantijn uit wroeging vergeving, die alleen de christelijke kerk hem kon bieden.

#### Stichting Constantinopel (330)

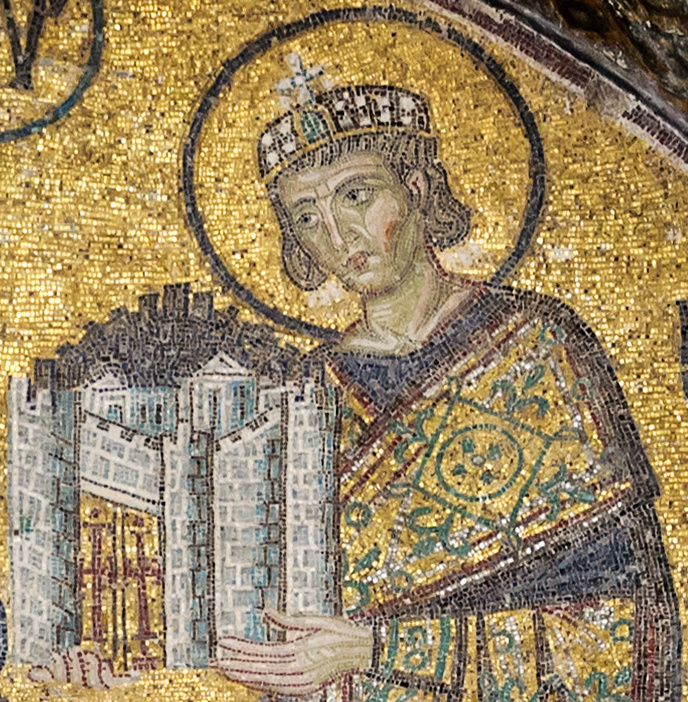
Constantijn met een stadsmodel van Constantinopel (mozaïek in de Hagia Sophia, ca. 1000)

Constantijn bouwde de oude Griekse kolonie Byzantion uit en hernoemde haar tot Nova Roma (Nieuw Rome). Op 8 november 324 werd met een heidens ritueel de bouw begonnen en op 11 mei 330 werd de stad ingewijd met opnieuw een grotendeels heidens ritueel. Na deze inwijding zou Constantijn nog zeven jaar regeren. In het midden van het nieuwe forum stond de zonnegod op een porfieren zuil, met Constantijns gelaatstrekken. De resten van zijn paleis liggen onder de Blauwe Moskee. Het hippodroom (paardenracebaan) vormde het middelpunt van de vernieuwde stad. Midden in het hippodroom moest een Egyptische obelisk verrijzen, maar dat werd pas zestig jaar later gerealiseerd. De obelisk visualiseerde voor Romeinen de zonnestraal, als symbool van de zonnegod. Constantinopel werd versierd met beelden van de oude goden, die overal vandaan werden gehaald. Hij liet in 330 speciale herdenkingsmunten uitbrengen ter ere van deze herstichting.
Deze stad werd, in plaats van Rome, het nieuwe Romeinse centrum van onderwijs, welvaart en culturele bewaring.
Constantijn gaf Nova Roma een eigen senaat en burgerlijke ambten zoals die van Rome. De herstichte stad werd beschermd door het vermeende Heilige Kruis, de staf van Mozes en andere relikwieën, hoewel een camee die zich nu in het Hermitagemuseum bevindt Constantijn voorstelt terwijl hij wordt gekroond door de tyche van de nieuwe stad (zie afbeelding 7). De figuren van oude goden werden vervangen en vaak geassimileerd tot christelijke symbolen. Op de plaats van een tempel van Aphrodite verrees de nieuwe Kerk van de Heilige Apostelen. Enkele generaties later deed het verhaal de ronde dat een visioen Constantijn naar deze plek bracht, en dat een engel die niemand anders kon zien hem over de loop van de nieuwe muren had geleid. Na zijn dood werd zijn stad hernoemd tot Nova Roma Constantinopolitana (Constantinopel, van Konstantinou polis, Constantijns stad).
Constantijns beslissing was verstandig, daar de nieuwe stad strategisch beter gelegen was (ze lag aan een belangrijk verkeersknooppunt en was van de vaak bedreigde Donau- en oostgrenzen ongeveer even ver verwijderd; bovendien was ze beter beschermd) en ook was ze beter gesitueerd tegen de steeds weerkerende dreiging uit het oosten.

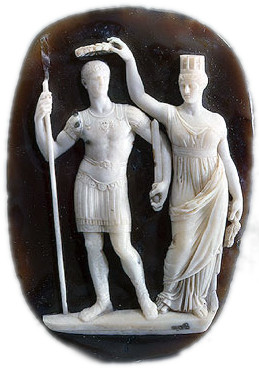
Een camee die Constantijn gekroond door Constantinopel voorstelt

In de nu vergrote stad verrezen talloze nieuwe bouwwerken, waarbij ook allerlei heidense motieven werden gebruikt. Het aanzien van de stad werd op allerlei manieren vergroot. Er was bijvoorbeeld een eigen Praefectus urbi, alsook een senaat. Bovendien voorzag Constantijn in compensatie voor hen die zich in zijn nieuwe stad vestigden. Nochtans werd de stad slechts na enkele decennia de daadwerkelijke hoofdstad van het oostelijke rijksdeel, en werd ook de stadsontwikkeling pas in de 5e eeuw beëindigd.
Rome, dat reeds enkele decennia vóór 330 slechts nog pro forma de hoofdstad was, verloor geleidelijk verder aan belang, hoewel het een belangrijk symbool van het "Eeuwige Stad"-idee bleef.

#### Consolidering rijksgrenzen
In 332 versloeg Constantijn de Goten en stelde door een verdrag (foedus) de Donaugrenzen veilig. In 334 werden de Sarmaten verslagen. Constantijn, die op militair gebied een van de meest succesvolle Romeinse keizers was, nam ook in andere gevallen talrijke maatregelen voor de stabilisatie van de grenzen en beveiligde ook de Rijn- en Donaugrenzen verder met extra vestingen (bij Oescus aan de Donau werd een versterkt bruggenhoofd ingericht).

#### Legerhervormingen

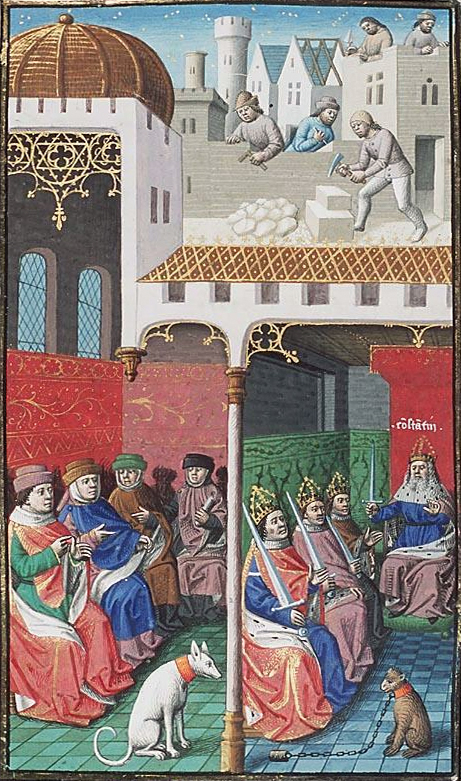
Constantijn met zijn drie zonen die het rijk erfden

De reeds eerder door Diocletianus begonnen (of beter: verder doorgevoerde) legerhervorming werd onder Constantijn voltooid. Zo was er vanaf nu een echt bewegingsleger (Comitatenses) en een grensleger (Limitanei). Constantijn zorgde hiermee voor een duurzame stabilisatie van de grensgebieden, aangezien de vijandige legers nu na een inval gemakkelijker zouden kunnen worden opgevangen achter de grens.
Ook voerde Constantijn het ambt van legerleider (magister militum) in, evenals nieuwe hofambten, zoals het ambt van quaestor sacri palatii (hoofd van de kanselarij) en magister officiorum (hoofd van de ambtenarij, dat echter reeds onder Licinius bestond). De drie posten van praefectus praetorio zouden worden omgevormd tot een leidinggevende functie over de civiele administratieve districten van het rijk.

#### Binnenlands beleid
Op binnenlands vlak hield Constantijn ook vast aan de door Diocletianus uitgezette koers: sacrale, nu weliswaar niet meer heidens, maar christelijk gefundeerde positie van het keizerschap; toenemende binding van boeren aan de grond (cf. lijfeigenschap).

#### Constantijn en de relatie met de christenvervolgingen in Perzië
De relatie tussen het christelijk worden van Constantijn en de groeiende invloed van het christendom in het Romeinse rijk enerzijds en de christenvervolgingen in het Perzische rijk van de Sassaniden tijdens de periode van Sjapoer II anderzijds is een punt van debat op het vakgebied. Deze vervolgingen vonden plaats in de periode van globaal 340-380.
In 324/325 zond Sjapoer II een diplomatieke missie naar het hof van Constantijn. Dat was gedurende een relatief lange periode van haast veertig jaar vrede tussen het Perzische en Romeinse rijk. De missie werd vriendelijk ontvangen en keerde met geschenken en een brief van Constantijn aan Sjapoer II terug. De brief is voor een deel bewaard gebleven in het Leven van Constantijn van Eusebius. Constantijn spreekt in de brief Sjapoer aan als zijn broeder. 
In de brief maakt Constantijn onder meer melding van zijn opvatting dat hij zijn successen aan de christelijke god heeft te danken. Hij refereert hierbij aan – niet bij naam genoemde – voorgangers van hem die hun macht zouden hebben verloren als gevolg van het feit, dat zij de christenen vervolgden. Het is duidelijk dat Constantijn hier – zonder de naam te noemen – met name doelt op Valerianus I die de christenen vervolgde, maar door een van de voorgangers van de shah, Sjapoer I, gevangen werd genomen en in die gevangenschap ook overleed. Constantijn meldt van de Perzische missie gehoord te hebben dat er een groeiend aantal kerken en christenen in Perzië aanwezig is. Het laatste deel van de brief zoals die voorkomt in het werk van Eusebius luidt:
Ik wens ook dat het U zeer goed zal gaan en dat het hen (de christenen) zeer goed zal gaan, want zijn behoren U toe. Op deze wijze zult in de Heer van het Al een vriendelijke, milde en welwillende Vorst vinden. Ik beveel deze mensen daarom bij U aan, want U bent machtig, en ik vertrouw hen aan U toe, want het is bekend dat U Godvrezend bent. Behandel hen liefdevol, want dat past bij Uw menslievendheid. Door die menslievendheid trouw te blijven, zult U zowel Uzelf als Ons een onbeschrijflijke vriendschapsdienst bewijzen.
De traditionele interpretatie van dit deel van de brief is, dat Constantijn zich hiermee zou opwerpen als beschermheer van de Perzische christenen. Op het moment dat Constantijn – ongeveer 13, 14 jaar later – dan voorbereidingen trof voor een invasie van het rijk van de Sassaniden, zou Sjapoer met die brief in het achterhoofd de vervolgingen zijn begonnen omdat hij de Perzische christenen als een soort vijfde colonne ging beschouwen.
Ook over het feit van de vervolgingen zelf is er een debat op het vakgebied. In de traditionele visie wordt wel het getal van 16.000 slachtoffers genoemd. Dat getal is afkomstig van Sozomenus uit zijn Kerkgeschiedenis dat omstreeks 440 geschreven moet zijn. Er zijn ook auteurs op het vakgebied die de vervolgingen tijdens de periode van Sjapoer II voor het grootste deel een latere in het Byzantijnse rijk geconstrueerde mythe achten. De meeste auteurs die een andere dan de traditionele visie hebben zijn van opvatting dat de vervolgingen geen systematisch karakter hadden en zich niet richtten op de christelijke gemeenschappen als geheel, maar op leidinggevenden, zoals bisschoppen die het gezag van Sjapoer onvoldoende wensten te aanvaarden.
Een meer specifiek debat handelt of en in hoeverre vervolgingen het resultaat zouden zijn geweest van de brief van Constantijn dan wel meer in het algemeen het christelijk worden van Constantijn en de groeiende invloed van het christendom in het Romeinse rijk. De authenticiteit van de brief is op het vakgebied omstreden. Ook historici die de brief wel authentiek achten verwerpen dat Constantijn zich daarin op die wijze had opgeworpen als beschermheer van Perzische christenen. De interpretatie wordt bemoeilijkt door de geruime tijd van 13, 14 jaar die ligt tussen de verzending van de brief en de voorgenomen- maar door het overlijden van Constantijn niet uitgevoerde – invasie van het Perzische rijk. Het is ook onbekend of Sjapoer II de brief ooit echt gelezen heeft en deze beantwoord zou hebben. Het is wel duidelijk dat de vervolgingen pas begonnen na het overlijden van Constantijn en bijvoorbeeld ook doorgingen tijdens de periode van de anti-christelijke keizer van het Romeinse rijk Julianus.
Er zijn ongeveer veertig geschriften bekend die handelen over de vervolgingen tijdens de periode van Shapur II. Het overgrote deel daarvan zijn beschrijvingen van martelaren of groepen van martelaren. Zij maken deel uit van een corpus met de naam Handelingen van de Perzische martelaren, dat ook materiaal bevat over vervolgingen uit periodes voor en na Sjapoer II. Slechts in twee van die veertig geschriften wordt de naam van Constantijn genoemd. Met een uitzondering wordt nergens in de geschriften benoemd dat de christenen in dat land een invasie van Constantijn zouden verwelkomen of dat zij hem een rol zouden toekennen als patroon en beschermheer van het christendom daar. Die uitzondering is de Geschiedenis van de heilige Mar Macin. Die tekst is bewaard gebleven in een manuscript dat uit de twaalfde eeuw dateert maar moet eind zesde eeuw, ruim twee eeuwen na de vervolgingen, geschreven zijn. Het is vooral een hagiografie over Constantijn en is dan ook geproduceerd in het Byzantijnse rijk en niet in Perzië.
De meest bekende en een van de eerste martelaren is Simeon Bar Sabbae. Hij was als bisschop van Ctesiphon de katholikos van de Perzische kerkgemeenschap. Er zijn twee geschriften aan zijn martelaarschap gewijd. De eerste is Het martelaarschap van Simeon Bar Sabbae. Het is een van de weinige uit de vierde eeuw daterende geschriften, geschreven omstreeks 370, dus nog tijdens de vervolgingen zelf. Het tweede is de Geschiedenis van de gezegende Simeon, ongeveer een eeuw later geschreven. In beide geschriften is de weigering van Simeon Bar Sabbae om belasting te innen van de christelijke gemeenschap de belangrijkste oorzaak van de vervolging. In een later stadium komt er een religieuze component in het conflict als Simeon ook weigert rituelen uit het zoroastrisme uit te voeren, zoals het vereren van de zon. In het eerste geschrift wordt de positie van Simeon met nadruk meerdere malen vergeleken met die van Judas Makkabeüs. Een rol van Constantijn, angst voor een vijfde colonne van Perzische christenen ontbreekt geheel.
Historici achten een rol van ook een religieuze component mogelijk. De druk van de priesters van zoroastrisme dat in de periode van Sjapoer de positie had van een staatsgodsdienst speelt hierbij een rol. De vervolgingen vonden ook met name plaats in het door Perzië beheerste deel van Mesopotamië, waar het Syrische christendom dominant was met zijn sterke hang naar ascese. Het zoroastrisme is radicaal in de verwerping van iedere vorm van ascese.
De constructie van de relatie tussen het christelijk worden van Constantijn en de groeiende invloed van het christendom in het Romeinse rijk enerzijds en de christenvervolgingen in het Perzische anderzijds rijk is een ex post facto product van Byzantijnse kerkhistorici als Eusebius, Sozomenus, Theodoretus van Cyrrhus in hun verering van Constantijn en wat latere kroniekschrijvers als Theopahanus en Michaël I de Syriër. In de Byzantijnse liturgische kalender, gevolgd door de oosters-orthodoxe kerken en oosters-katholieke kerken met Byzantijnse ritus, zijn zowel Constantijn als zijn moeder Helena opgenomen als heiligen. Hoewel hij niet is opgenomen in de Latijnse lijst van heiligen, wordt hij in de westerse traditie wel "de Grote" genoemd. In de Perzische christelijke literatuur en beschrijvingen van de martelaren ontbreekt deze verering.

### Het overlijden van Constantijn
Constantijn liet zich in zijn villa in Nicomedia op zijn sterfdag 22 mei 337 dopen, slechts kort voor zijn dood wat niet ongebruikelijk was voor zijn tijd, door de Ariaanse bisschop Eusebius van Nicomedia. Pas aan het eind van de Constantijnse dynastie, met de benoeming van Theodosius I in 379, verloor het arianisme aan invloed in het rijk.
Constantijn werd na zijn dood vergoddelijkt door de senaat, zoals het daarvoor de gewoonte was om goede keizers te eren.
Zijn mausoleum was de kerk van de heilige apostelen in het westen van Constantinopel. Daar staat nu de Fatih-moskee. Zijn sarcofaag stond, 'als een tweede Christus', te midden van monumenten van de twaalf apostelen.

### Opvolging
Na Constantijns overlijden werden Julianus' vader (Constantijns halfbroer) Julius Constantius, een oudere broer, zes neven (onder wie Hannibalianus en Dalmatius) en oom Flavius Dalmatius (ook een halfbroer van Constantijn), vermoord.
Constantijns drie nog levende zonen, Constantijn II, Constantius II en Constans, waren door Constantijn reeds vroeg als Caesares benoemd en volgden hem gezamenlijk op. Deze situatie leidde tot veel strijd tussen deze broers, oorlog, en een bloedbad waaruit Constantius uiteindelijk als overwinnaar tevoorschijn kwam.
Constantijn had ook nog twee dochters, Constantina en Helena, de echtgenote van de latere keizer Julianus Apostata.

## Aspecten van zijn regering

### Houding tegenover Romeinse goden en christendom

#### Jeugd en bekering in 312

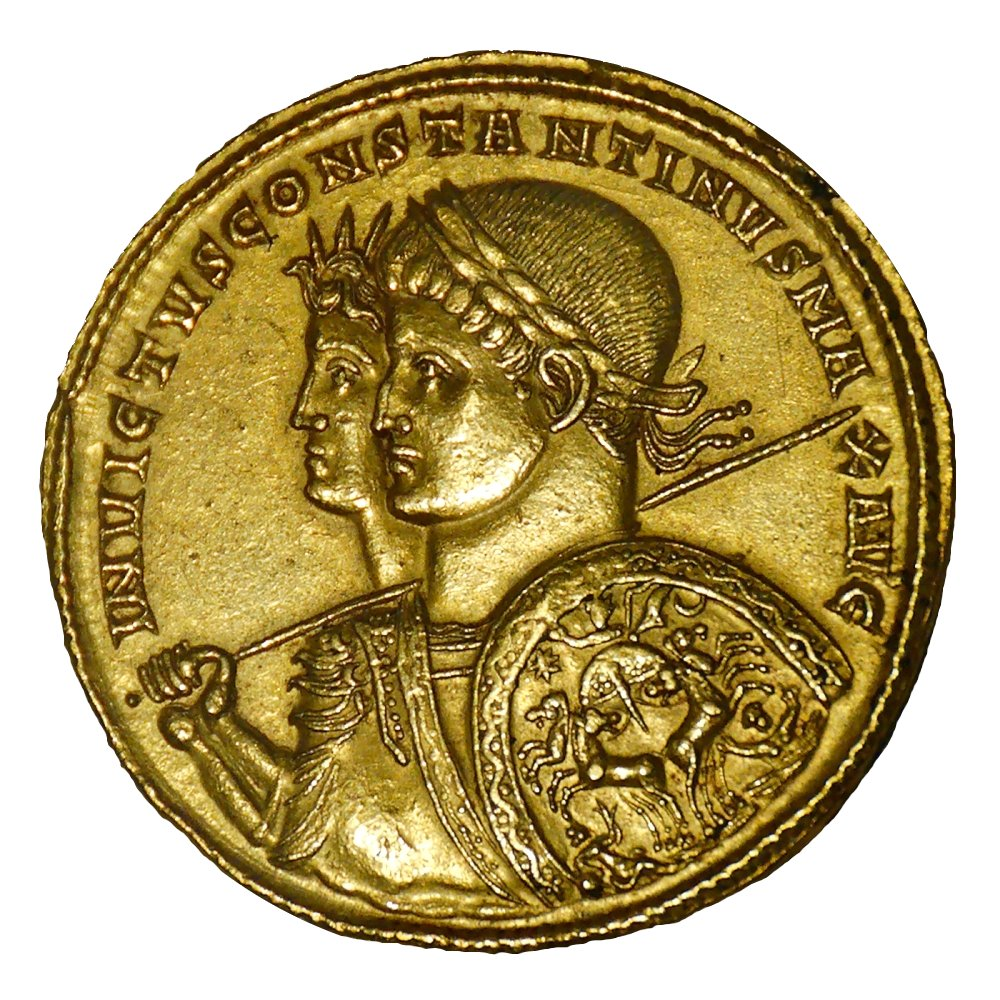
Een gouden medaillon met Constantijn en Sol Invictus en profil afgebeeld en de legende INVICTVS CONSTANTINVS MAX AVG geslagen in Ticinum in 313 (Cabinet des médailles de la Bibliothèque nationale de France)

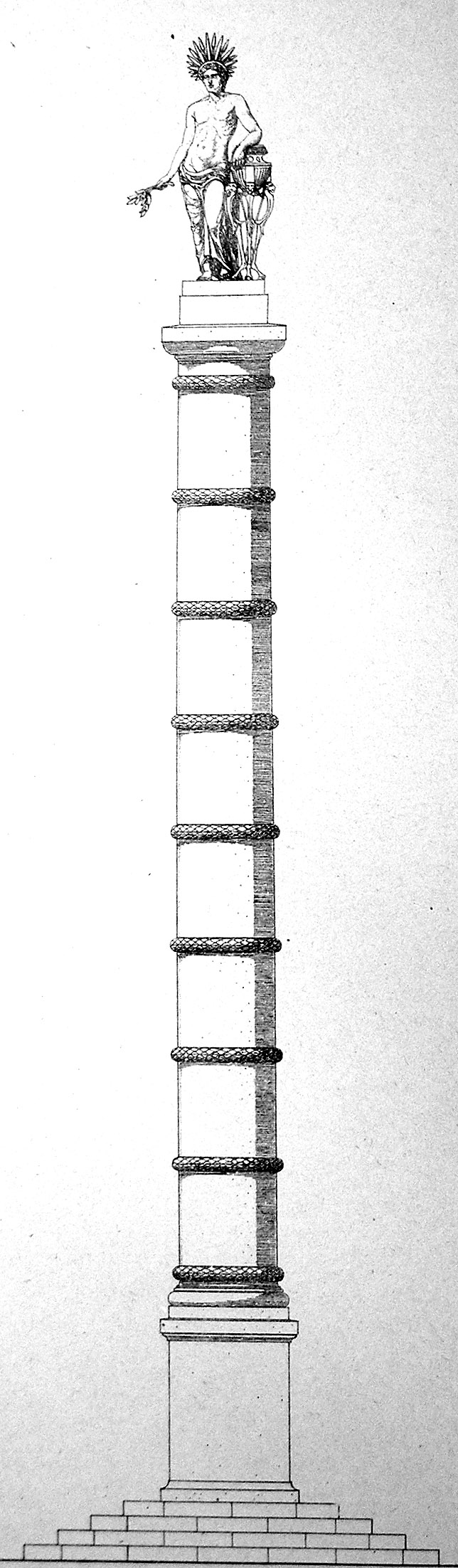
De zuil van Constantijn in haar originele vorm, met het beeld van Constantijn de Grote als Apollo op de top, ca. 330

Mogelijk vereerde Constantijn net als zijn vader de zonnegod Sol Invictus, misschien kreeg hij het christelijk geloof, dat hij sinds zijn jeugd kende, mee van zijn moeder Helena.
Zijn overwinning in 312 op Maxentius (zie boven) schreef Constantijn toe aan de god van de christenen; hij dankte echter ook de Romeinse goden voor die overwinning.
Diverse schrijvers stellen dat Constantijn zich in 312 of eerder tot het christendom bekeerde; sommigen van hen beschouwen die bekering trouwens als een ‘politiek berekenende daad’. Hij liet zich ter afwassing van alle zonden pas op zijn sterfbed in 337 dopen. Dit was overigens niet ongebruikelijk omdat sommige christenen geloofden dat na de doop begane zonden zouden leiden tot een eeuwige straf, een opvatting gebaseerd op verschillende teksten in het Nieuwe Testament (bv. Hebreeën 6:46 en 10:26). Constantijn verleende de christelijke minderheid in zijn Imperium privileges: de bisschoppen kregen van hem het recht van rechtspraak, hij stelde hen vrij van belastingen en maakte de geestelijkheid tot een bevoorrechte stand. De geboden en verboden die de bisschoppen op hun kerkvergaderingen definieerden, werden rijkswetten.
Was dienen in een leger eerst niet christelijk, nu werd het steeds meer een edele zaak, ook voor een christen. Dienstweigeraars werden na het Concilie van Arles geëxcommuniceerd.
Op de boog van Constantijn (315) in Rome, opgericht om zijn overwinning bij de Pons Milvius te herdenken, staan echter de heidense symbolen van de godin Victoria en de zonnegod.
Eenduidig christelijke symbolen ontbreken. Het is echter mogelijk, dat Constantijn op de boog niet naar de god van de christenen verwees om zijn heidense onderdanen niet voor het hoofd te stoten. Men schat dat in Constantijns tijd ongeveer twintig procent van de Romeinse bevolking christen was en een groter aantal van de militairen het christelijke geloof aanhingen.

#### Chronologie 313-325
Ongeveer in dezelfde tijd als keizer Galerius de christenvervolging beëindigde in 311, werd bisschop Mensurius van Carthago opgevolgd door Caecilianus. Caecilianus werd primaat (voorzitter) van de vergadering van de bisschoppen in Noord-Afrika. Hij was terughoudend in de verering van martelaren, die om het leven waren gekomen door de autoriteiten te provoceren en meed het conflict. Een van de geestelijken, die hem had gewijd tot primaat, had tijdens de vervolging onder Diocletianus boeken aan de Romeinen overgedragen. Sommige bisschoppen verkozen daarom Majorinus als leider. Majorinus werd door Donatus opgevolgd.
In 313 vaardigde Constantijn met medekeizer Licinius het Edict van Milaan uit, waarin staat dat de Romeinse burgers vrij zijn zelf hun religie te kiezen en te belijden. Hiermee kwam een eind aan de christenvervolgingen, en werden geconfisqueerde kerkgoederen teruggegeven. De toezegging van herstelbetalingen liet het conflict tussen primaat Caecilianus en de meer uitgesproken Donatus escaleren. Constantijn keerde namelijk geld uit aan Caecilianus. De donatisten verzochten Constantijn dit besluit te heroverwegen, waarop de keizer een commissie instelde om de zaak te onderzoeken. In oktober 313 oordeelde de commissie dat Caecilianus met recht de vertegenwoordiger was van de Karthaagse kerk. De donatisten vroegen Constantijn de zaak nogmaals te heroverwegen.
In augustus 314 riep Constantijn het concilie van Arles samen, hij was zelf afwezig. Ook deze synode kon in Caecilianus niets verkeerds vinden. Het gevolg van het onderzoek, waarin de keizer zijn welwillendheid tegenover het christendom bewezen had, was wel dat dienstweigeraars voortaan geëxcommuniceerd werden. De donatisten bleven protesteren.
In 316 trad Constantijn op als rechter in dit godsdienstig dispuut in de provincia Africa en veroordeelde hij de ketterij van het Donatisme.
In 321 stelde hij de zondag als rustdag in voor het gehele rijk. Hij stelde bisschoppen aan of zette ze weer af naar eigen goeddunken.
Na 324 verdwenen heidense muntemblemen en werden steeds meer christenen belangrijke ambten toevertrouwd, waarmee het belang van de traditionele culten meer en meer verdween. Incidenteel kwam het tot gevallen van plundering van heidense tempels en een verbod op private haruspiciae.
In 325 riep hij het Concilie van Nicea bijeen, het eerst effectieve oecumenische concilie (tenzij het Concilie van Jeruzalem als oecumenisch wordt beschouwd).
Tijdens dit concilie werd het Arianisme veroordeeld en de geloofsbelijdenis, zoals die vandaag de dag bekend is, vastgelegd. Het Concilie van Nicaea wordt traditioneel beschouwd als het eind van de vroeg-christelijke periode.

#### Aanwijzingen voor Constantijns christelijke gezindheid
Gedurende zijn regering versterkte Constantijn de positie van de bisschoppen, hij bedeelde de kerk met landerijen, steunde de kerk op financieel gebied, stond privileges toe aan de clerus (bijvoorbeeld vrijstelling van bepaalde belastingen), promoveerde christenen tot hoge overheidsposten, en gaf eigendommen terug die waren geconfisqueerd tijdens de vervolging onder Diocletianus. Hij stichtte basilicae en kerken, waaronder de Heilig Grafkerk in Jeruzalem en de oude Sint-Pietersbasiliek te Rome.
Wanneer Constantijn naar christenen schreef, maakte hij duidelijk dat hij geloofde dat hij zijn successen enkel en alleen aan de bescherming van de God van de christenen had te danken. Volgens Eusebius beval Constantijn het schrijven van vijftig Bijbelkopieën voor de kerken in Constantinopel, omdat vele Bijbels tijdens de vervolgingen waren vernietigd, en liet Constantijn zijn zoons in het christelijk geloof onderwijzen.
Constantijn beschouwde zichzelf verantwoordelijk tegenover God voor de geestelijke gezondheid van zijn onderdanen en dus was het zijn plicht om orthodox te blijven in zijn geloof. In de visie van Constantijn was het aan de kerk en de bisschoppen om te bepalen waaruit de gepaste verering van God bestond, maar was het de rol van hem, de keizer, om de navolging van deze juiste doctrine af te dwingen, ketterijen uit te roeien en de kerkelijke eenheid te bewaren.
Sommige geleerden stellen echter dat Constantijn misschien pas later in zijn leven, bijvoorbeeld na zijn veertigste jaar, christen werd.

### Constantijn en de joden
Constantijn voerde verscheidene legislatieve maatregelen in met betrekking tot de joden: het werd hen verboden christelijke slaven te hebben of hun slaven te besnijden. Bekering van christenen tot het jodendom werd verboden. Bijeenkomsten voor religieuze diensten werden beperkt, maar het werd joden toegestaan jaarlijks Jeruzalem binnen te gaan op Tisja be'Aaw, waarop de verwoesting van de tempel in 70 na Chr. (aan het einde van de Joodse Oorlog) wordt herdacht. Constantijn dwong van het Concilie van Nicaea ook een verbod af tegen het vieren van Pasen op de dag voor het joodse Pesach op 14 nisan, zoals de quartodecimanen deden.

### Hervormingen

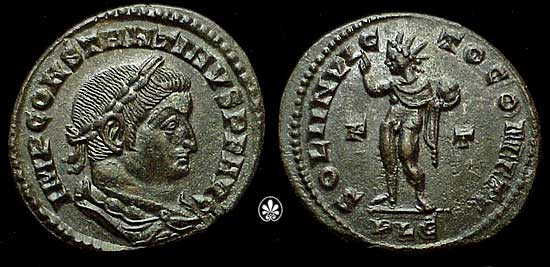
Munt van Constantijn met een voorstelling van de zonnegod Sol Invictus, die een wereldbol vasthoudt en zijn rechterhand omhoog steekt. De legende op de keerzijde leest SOLI INVICTO COMITI.

#### Constantijns iconografie en ideologie
Munten die voor keizers worden geslagen geven dikwijls informatie over hun persoonlijke iconografie. Zo verschijnen bij het begin van Constantijns regering aanvankelijk consequent voorstellingen van Mars en later (vanaf 310) van Apollo als zonnegod op de keerzijde van munten. Mars werd geassocieerd met de tetrarchie en het gebruik van deze symboliek door Constantijn diende om de legitimiteit van zijn regering te benadrukken. Na zijn breuk met Maximianus in 309-310, beweerde Constantijn een wettige afstammeling te zijn van de derde-eeuwse keizer Marcus Aurelius Claudius Gothicus ('Claudius Gothicus'), de held van de slag bij Naissus (september 268).
Gothicus had beweerd de goddelijke bescherming van Apollo-Sol Invictus te genieten. Constantijn bevorderde ook een vereenzelviging van zichzelf met Sol Invictus, de laatste god die op zijn munten verscheen.

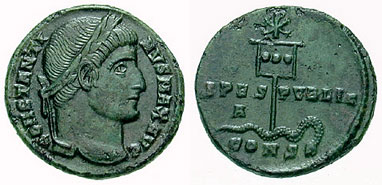
Follis van Constantijn met op de keerzijde een labarum

De keerzijden van zijn munten werden verscheidene jaren gedomineerd door de legende SOLI INVICTO COMITI ("van Sol Invictus' metgezel") (zie afbeelding 9). De voorstelling beeldde Apollo af met een zonnehalo, zoals Helios, en de wereldbol in zijn handen. In de jaren 320 had Constantijn zelf een halo. Er zijn ook munten met Apollo, die met zijn zonnewagen rijdt, voorgesteld op een schild dat Constantijn vasthoudt (zie afbeelding 5). Elementen van deze associatie bleven zelfs na Constantijns vermeende bekering tot het christendom in 312 voortbestaan. Daarna begon langzaam maar zeker de christelijke symboliek, hoewel in sommige gevallen dubbelzinnig, op te duiken in de keizerlijke iconografie. Een munt van rond 312, bijvoorbeeld, toont de chi-rho, de eerste twee letters van de naam Christus in het Grieks, op een helm die Constantijn draagt.

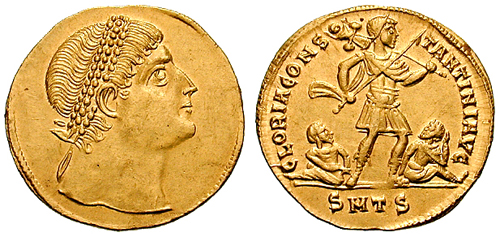
Een voorbeeld van de "starende ogen" op munten uit de latere regering van Constantijn

Een voortzetting van het iconografisch precedent kan in het grotere oog van het muntportret worden gezien. Dit suggereert een fundamentelere verandering in de officiële beeldvorming. Vanaf de late derde eeuw, begonnen portretten minder realistisch en meer geïdealiseerd te worden. De keizer als keizer, niet slechts als een individu, is van primair belang. De meest voorkomende kenmerken van deze stijl zijn de brede kaak en gespleten kin. De grote starende ogen zullen in de loop van de vierde eeuw steeds groter worden: vergelijk met de vroege vijfde-eeuwse zilveren munten van Theodosius I.

### Constantijns hof
Constantijn had veel respect voor cultuur en het christendom en zijn hofhouding bestond uit oudere, gerespecteerde en eerbare mannen. Hoewel voorname Romeinse families die het christendom weigerden aan te nemen, de toegang tot machtsposities werd ontzegd, bekeerde twee derde van zijn topambtenaren zich niet tot het christendom.

#### Constantijns juridische erfenis
Constantijn voerde wetten in die de beroepen van slager en bakker erfelijk maakten, en, belangrijker nog, hij steunde het veranderen van het statuut van coloni (pachtboeren) naar dat van horigen. Zo legde hij onbedoeld de basis voor de Europese maatschappij gedurende de middeleeuwen.
Constantijns wetten vormden in allerlei opzichten verbeteringen ten opzichte van die van zijn voorgangers, hoewel ze ook naar zijn meer gewelddadige periode verwezen. Enkele voorbeelden:
- Voor het eerst konden meisjes niet worden ontvoerd (dit verwees waarschijnlijk naar wegloopsters, die werden beschouwd als kidnappen omdat meisjes de iure niet konden instemmen met weglopen).
- De doodstraf kon worden vervangen door een goedgekeurd bedrag.
- Een gevangene werd niet langer in totale duisternis gevangen gehouden, maar moest de open lucht en het daglicht worden gegund.
- Een veroordeeld man werd toegelaten te sterven in de arena, maar hij kon niet worden gebrandmerkt op zijn "hemels verfraaid" gezicht, maar slechts op zijn voeten (omdat God de mens naar Zijn beeld maakte).
- Slavinnen of chaperons die werden betrapt op het toelaten dat het meisje voor wie ze verantwoordelijk waren, werd verleid, kregen gesmolten lood in de keel.
- Gladiatorenspelen werden bevolen te worden afgeschaft in 325, hoewel dit geen echt effect had.[77]
- De rechten van een meester over een slaaf werden ingeperkt, hoewel een slaaf nog steeds kon worden doodgeslagen.
- Pasen kon in het openbaar worden gevierd.

## Constantijns nalatenschap

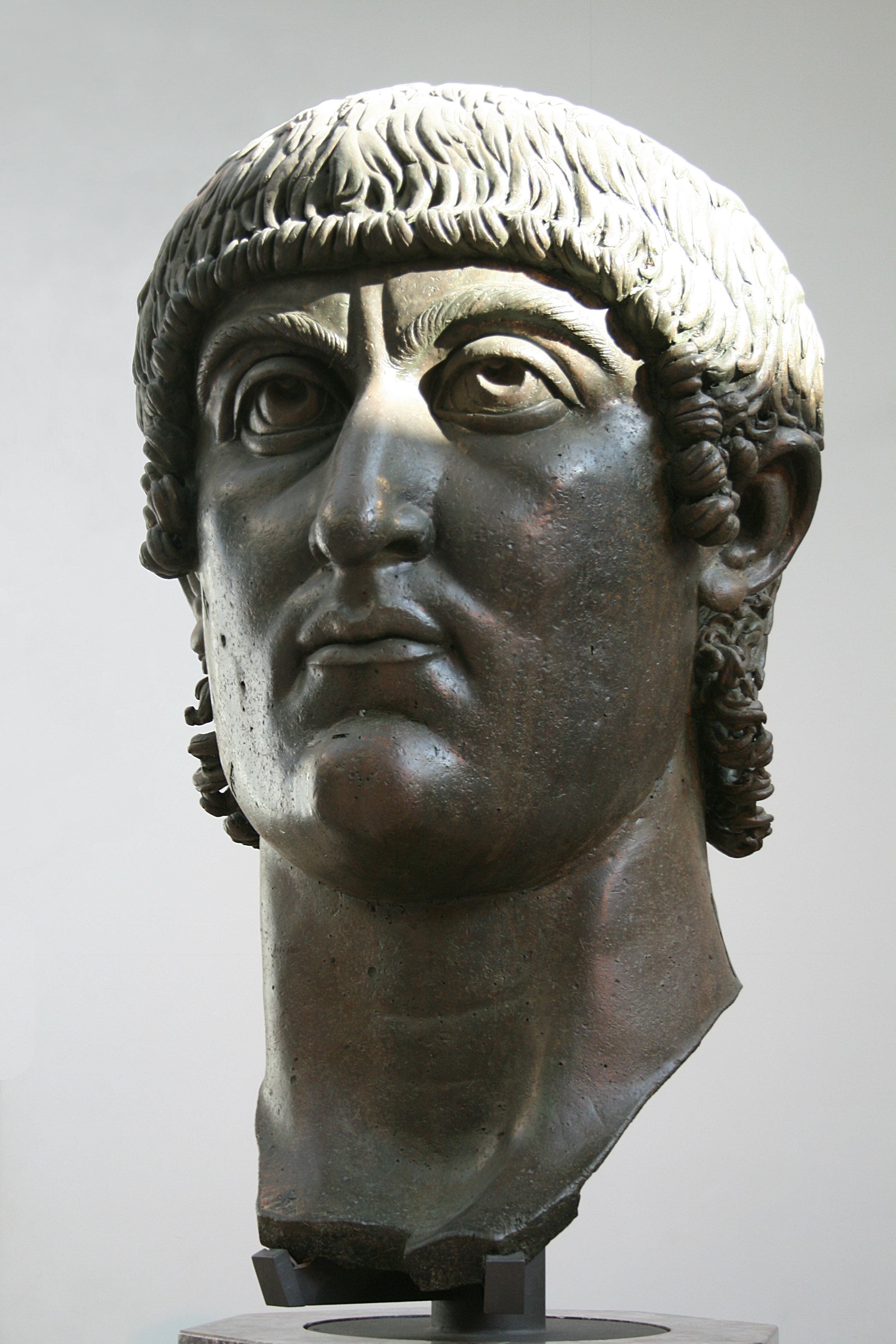
Contemporain bronzen hoofd van Constantijn (4e eeuw, Musei Capitolini)

Hoewel hij zijn eretitel "De Grote" lang na zijn dood van christelijke historici kreeg, had hij deze titel alleen al op basis van zijn militaire prestaties en overwinningen kunnen claimen. Naast het herenigen van het rijk onder één keizer, behaalde Constantijn belangrijke overwinningen op de Franken en Alemannen in 306–308, de Franken opnieuw in 313–314, de Visigoten in 332 en de Sarmaten in 334. Tegen 336 had Constantijn het grootste deel van de provincia Dacia heroverd, die Aurelianus in 271 noodgedwongen had moeten prijsgeven. Kort voor zijn dood plande Constantijn een grote expeditie om een einde te maken aan de overvallen op de oostelijke provinciae door het Perzische Rijk.
Het Byzantijnse Rijk beschouwde Constantijn als zijn stichter en ook het Heilige Roomse Rijk rekende hem onder de eerbiedwaardige figuren uit zijn geschiedenis. In zowel het oosten als het westen werden keizers soms begroet als een "nieuwe Constantijn" (novus Constantinus). De meeste oosterse christelijke kerken beschouwen Constantijn als een heilige. In het oosten wordt hij soms "isapostolos" of de "13de apostel" genoemd.

### Legende en deDonatio Constantini
In latere periodes raken historische feiten overschaduwd door legendes. Omdat het ongepast werd geacht dat Constantijn pas op zijn sterfbed was gedoopt en dan nog door een Ariaanse bisschop (dus van twijfelachtige orthodoxie), ontstond een legende dat paus Silvester I (314-335) de "heidense" keizer zou hebben genezen van lepra. Volgens deze legende werd Constantijn na zijn genezing gedoopt en schonk hij gebouwen aan de paus. In de achtste eeuw dook voor het eerst een document genaamd de Donatio Constantini op, waarin de pas bekeerde Constantijn de wereldlijke regering over Rome, Italië en het westen overdroeg aan de paus. In de hoge middeleeuwen werd dit document gebruikt en aanvaard als basis voor de wereldlijke macht van de paus, hoewel het werd afgedaan als een vervalsing door keizer Otto III en betreurd als de wortel van de pauselijke wereldlijkheid door de poëet Dante Alighieri. De 15e-eeuwse filoloog Lorenzo Valla bewees uiteindelijk dat het document inderdaad een vervalsing was.

### Constantijn in Geoffrey van MonmouthsHistoria
Omwille van zijn faam en het feit dat hij tot imperator was uitgeroepen in het latere Groot-Brittannië, werd Constantijn later ook beschouwd als een Britse koning. In de 11e eeuw publiceerde de Engelse schrijver Geoffrey van Monmouth een fictief werk genaamd Historia Regum Britanniae, waarin hij verhaalde over de vermeende geschiedenis van de Britten en hun koningen vanaf de Trojaanse Oorlog, koning Arthur en de Angelsaksische verovering. In dit werk beweerde Geoffrey dat Constantijns moeder Helena feitelijk de dochter was van "King Cole", de mythische koning van de Britten en eponiem stichter van Colchester. Een dochter van King Cole was voordien nooit voorgekomen in de overlevering, tenminste niet in de geschreven overlevering, en deze afstamming kwam waarschijnlijk voort uit Geoffrey's verlangen om een ononderbroken koninklijke bloedlijn te creëren. Geoffrey meende dat het onwelvoeglijk was voor een koning om minder nobele voorouders te hebben. Geoffrey beweerde eveneens dat Constantijn werd uitgeroepen tot "koning van de Britten" te York, eerder dan tot keizer.